# Michihiro Ogawa
Michihiro Ogawa (小川道洋?, Ogawa Michihiro; 24 marzo 1981) è un ex giocatore di football americano giapponese, che ha giocato come wide receiver.
Dal 2002 al 2004 ha giocato per gli Onward Skylarks, trasferendosi in seguito in NFL Europa, dove militerà nei cologne Centurions e nei Rhein Fire. Nel 2009 torna in Giappone agli IBM Big Blue.